# Albert Jesse Bowley

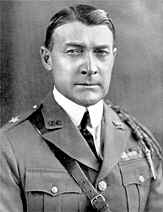
Albert Jesse Bowley Sr.

Albert Jesse Bowley Sr. (* 24. November 1875 in Westminster, Orange County, Kalifornien; † 23. Mai 1945 im Northumberland County, Virginia) war ein Generalleutnant der United States Army.
Albert Bowley war der Sohn von Freeman Sparks Bowley (1846–1903) und dessen Frau Flora Ella Pepper (1846–1939). In den Jahren 1893 bis 1897 durchlief er die United States Military Academy in West Point. Nach seiner Graduation wurde er als Leutnant der Artillerie zugeteilt. In der Armee durchlief er anschließend alle Offiziersränge bis zum Drei-Sterne-General.
In seinen jüngeren Jahren absolvierte er den für Offiziere in den niederen Rangstufen üblichen Dienst in verschiedenen Einheiten und Standorten. Während des Spanisch-Amerikanischen Kriegs war er von 1899 bis 1901 auf den Philippinen eingesetzt. In den Jahren 1901 bis 1905 war er Dozent für Chemie, Mineralogie und Elektrizitätslehre an der Militärakademie in West Point. Anschließend war er bis 1908 Stabsoffizier bei Frederick Dent Grant in Governor’s Island (New York City). Nachdem er in den Jahren 1908 bis 1910 in Chicago stationiert war, wurde er erneut auf die Philippinen versetzt, wo er bis 1911 verblieb. Von 1911 bis 1914 war er Militärattaché in China.
Zur Zeit der Mexikanischen Expedition war er von 1915 bis 1917 an der mexikanischen Grenze stationiert. Während des Ersten Weltkriegs kommandierte er nacheinander das 17. Feldartillerieregiment, die 2. Feldartilleriebrigade und die Artillerie des VI. Korps. Dabei war er an mehreren Schlachten beteiligt.
In den Jahren 1919 und 1920 absolvierte Albert Bowley das Command and General Staff College. Von 1921 bis 1928 hatte er das Kommando über Fort Bragg in North Carolina. Diese erst 1918 gegründete Garnison wurde unter Bowleys Kommandantur zu einem der größten Militärstandorte der damaligen Zeit ausgebaut. Danach kommandierte er für einige Monate die 8th Corps Area. Anschließend übernahm er den Oberbefehl über die 2. Infanteriedivision. Daran schloss sich eine Verwendung im Generalstab des Heeres an. Dort leitete er die Abteilung G1 (Personal). Von 1931 bis 1934 kommandierte er die Hawaiian Division und danach bis 1935 die Fifth Corps Area sowie die Third Corps Area (1935 bis 1938). Schließlich übernahm er das Kommando über die 4. Armee und gleichzeitig über die Ninth Corps Area. Diese Posten bekleidete er 1938 und 1939. Am 24. November 1939 ging Albert Bowley nach Erreichen der Altersgrenze in den Ruhestand.
Er starb am 23. Mai 1945 im Northumberland County (Virginia) und wurde auf dem amerikanischen Nationalfriedhof Arlington beigesetzt.

## Beförderungen
Die folgenden Angaben beziehen sich auf seine Ränge in der regulären U.S. Army. Zwischenzeitliche temporäre Beförderungen während des Ersten Weltkriegs im Rahmen der National Army sind nicht berücksichtigt
- Leutnant: 11. Juni 1897
- Oberleutnant: 2. März 1899
- Hauptmann: 1. August 1901
- Major: 9. Februar 1912
- Oberstleutnant: 1. Juli 1916
- Oberst: 15. Mai 1917
- Brigadegeneral: 19. April 1921
- Generalmajor: 20. Februar 1931
- Generalleutnant: 5. August 1939

## Orden und Auszeichnungen
Albert Bowley erhielt im Lauf seiner militärischen Laufbahn unter anderem folgende Auszeichnungen:
- Army Distinguished Service Medal
- Spanish Campaign Medal
- Army of Cuban Occupation Medal
- Philippine Campaign Medal
- Mexican Border Service Medal
- World War I Victory Medal
- Army of Occupation of Germany Medal
- American Defense Service Medal
- Orden der Ehrenlegion (Frankreich)
- Croix de Guerre (Frankreich)
- Sankt-Olav-Orden (Norwegen)
- Weißer Elefantenorden (Thailand)